# De Spucches

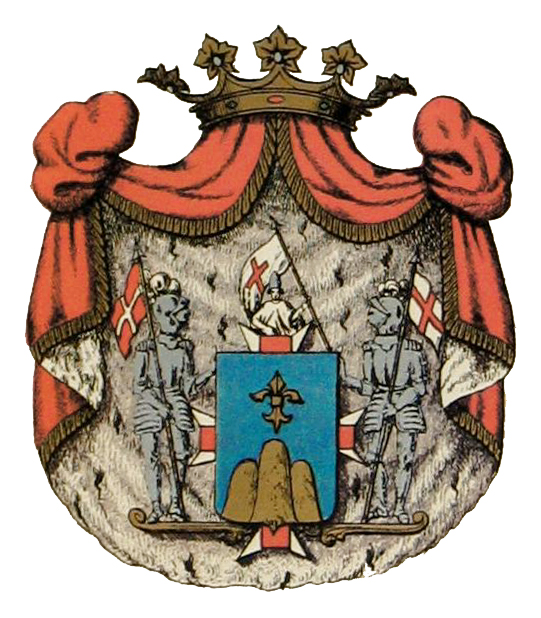
Wappen der Familie De Spucches

De Spucches ist der Name eines bis heute existierenden italienischen Adelsgeschlechts. Die aus Spanien stammende Familie Despuig gelangte in einer Linie nach Sizilien, wurde 1296 zu Herren von Calamonaci, diente in Richter- und Beamtenpositionen und stieg im 18. Jahrhundert durch Erbfolge zu fürstlichen und herzoglichen Würden auf.

## Geschichte

### Spanischer Zweig

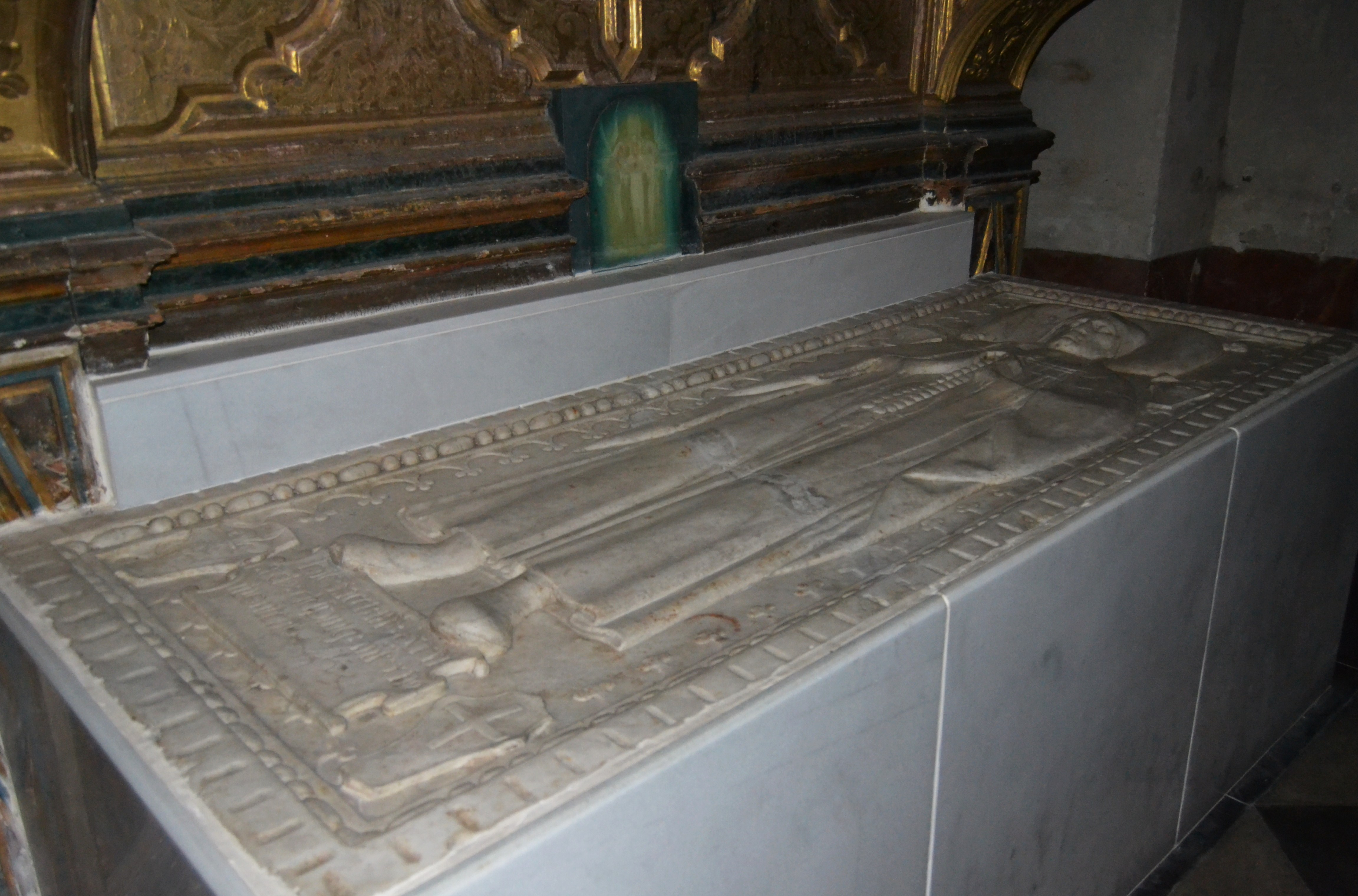
Grabmal des Bernat Despuig (1506–1537), Großmeister des Ordens von Montesa

Der älteste bekannte Vertreter der Familie war ein Ramon Despuig, Architekt im 14. Jahrhundert, der das Kloster der Kathedrale Vic in Katalonien und um 1329 die Kirche Santa Maria del Mar in Barcelona errichtete. Andere bekannte Vertreter waren der gotische Maler Bernat Despuig (15. Jahrhundert), Luis Despuig (von 1453 bis 1482 8. Großmeister des Ordens von Montesa), Francisco Bernardo Despuig (von 1506 bis 1537 13. Großmeister des Ordens von Montesa), Cristòfor Despuig (katalanischer Schriftsteller und Humanist im 16. Jahrhundert), Ramon Despuig (1670–1741), 67. Großmeister des Malteserordens sowie Kardinal Antonio Despuig y Dameto (1745–1813).

### Sizilianischer Zweig
Der erste auf Sizilien bekannte Namensträger war ein Berengario de Spucches, der 1296 mit Calamonaci belehnt wurde. Simone de Spucches war 1520-21 Capitano di Giustizia in Caltagirone, Marco de Spucches war 1525-39 Richter in Messina und 1559-60 Richter am Obersten Gerichtshof, Vincenzo de Spucches 1582-83 Richter am Großen Zivilgerichtshof und 1592-93 am Konsistorium, er erwarb 1617-18 die Lehen Amorosa, Mendoli und Villafrati, seine Tochter Francesca heiratete 1594 Pietro Filangeri, Conte di San Marco. Vespasiano de Spucches, Baron von Calamonaci, war 1599 Richter am Prätorianischen Gerichtshof in Palermo und 1605–1607 Richter am Großen Gerichtshof. Francesco Spucches e Lanza war Richter am Großen Zivilgerichtshof zwischen 1741 und 1752. Salvatore de Spucches e Caruso erhielt 1776 eine Adelsbestätigung vom Senat von Palermo. Antonino de Spucches († 1780) war Prior des Malteserordens für die Lombardei.
Ein in Palermo und Cefalù noch bestehender Zweig sind die De Spucches, Barone di Rocca e Valdina.
Die De Spucches gehören neben den Alliata, Filangeri, Gravina, Lancia, Moncada, Notarbartolo, Paternò, Stagno, Tomasi di Lampedusa, Valguarnera und Ventimiglia zu den großen Fürstenhäusern im einstigen Königreich Sizilien. Nach dem Roman di Lampedusas Il Gattopardo werden diese auch bisweilen als Die Leoparden bezeichnet.

#### Zweig der Herzöge von Santo Stefano, Fürsten von Galati und Herzöge von Caccamo

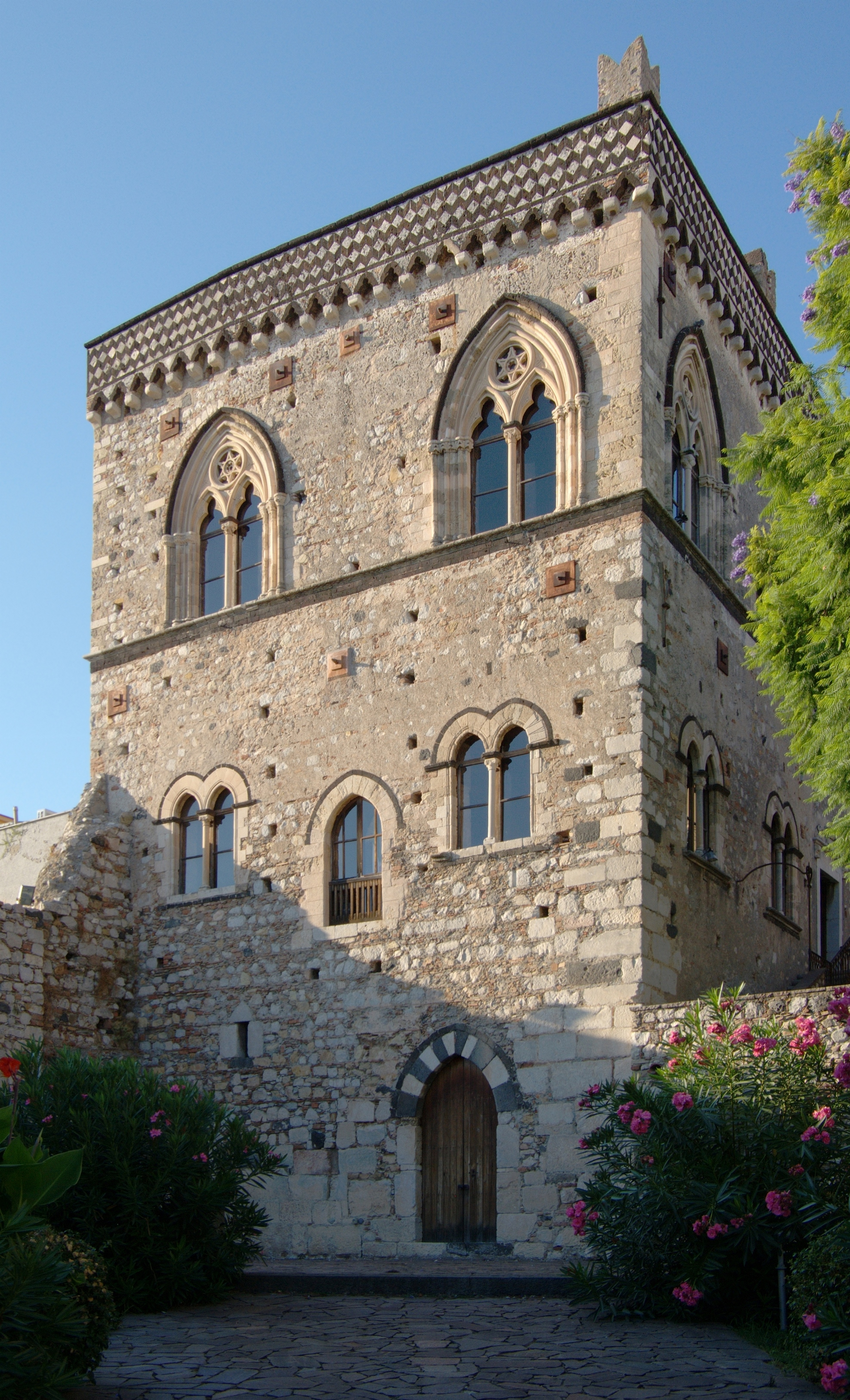
Palazzo Duca di Santo Stefano in Taormina

Biagio De Spucches e Corvaja, Baron von Kaggi, war Richter am Prätorianischen Gerichtshof in Palermo um 1695-96, am Gran Corte Civile 1706-7 und 1710-11, Präsident des Obersten Handelsmagistrats und des Konsistoriums, sein Sohn Giovan Battista Spucches e Amato erbte 1753 den Titel Duca di Santo Stefano, einen Titel, der auf die Familie seiner Mutter Maria Agata Amato e Cirino zurückging. Ihm folgte sein Sohn Antonio, diesem 1802 dessen Sohn Giuseppe. Residenz war der Palazzo Duca di Santo Stefano in Taormina, er wurde im 14. Jahrhundert erbaut und weist Stilelemente der Sizilianischen Romanik und Gotik auf.
Antonino De Spucches (* 1797), Sohn von Giuseppe De Spucches, Duca di Santo Stefano, wurde Fürst von Galati und Herzog von Caccamo (beide Besitze stammten ebenfalls von der Familie Amato, die 1644 zu Fürsten von Galati und 1646 zu Baronen von Caccamo erhoben worden waren). Sein Sohn aus der Ehe mit Donna Marianna Ruffo, Giuseppe de Spucches e Ruffo, Principe di Galati und Duca di Caccamo (* 1819), war ebenfalls Kammerherr sowie 1856-60 Prätor von Palermo, zudem Schriftsteller. Ihm folgte sein Sohn Antonio (* 1860), diesem sein Sohn Giuseppe (1888–1935), diesem Antonio (1927–1993). Gegenwärtiges Oberhaupt der Familie ist dessen Sohn Don Giuseppe de Spucches, Principe di Galati, Duca di Caccamo e di Santo Stefano (* Palermo 1959), verheiratet mit Jenifer Ruth Chartoff (* 1960), Tochter des Filmproduzenten Robert Chartoff, mit der er zwei Söhne hat.

## Bekannte Familienmitglieder

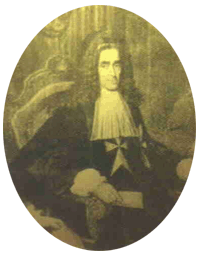
Ramon Despuig (1670–1741), 67. Großmeister des Malteserordens

- Ramon Despuig (1670–1741), 67. Großmeister des Malteserordens